# Gymnorhamphichthys britskii
Gymnorhamphichthys britskii es una especie de pez de agua dulce del género Gymnorhamphichthys de la familia Rhamphichthyidae. Es denominada comúnmente morena. Se distribuye en ambientes acuáticos de Sudamérica central.

## Taxonomía
Esta especie fue descrita originalmente en el año 2011 por los ictiólogos Tiago Pinto Carvalho, Cristiane do Socorro Ramos y James S. Albert, bajo el mismo nombre científico.
Etimología
Etimológicamente el nombre genérico Gymnorhamphichthys se construye con tres palabras del idioma griego, en donde Gymno quiere decir 'desnudo', rhamphos que significa 'pico' e ichthys que es 'pez'.

## Distribución y hábitat
Esta especie se distribuye en los cursos fluviales de clima semitropical y subtropical del centro de Sudamérica, en la cuenca del Plata, subcuencas del río Paraná y del Paraguay. A causa de la construcción de la represa de Itaipú, también invadió el alto río Paraná, región donde antes no habitaba. Tendría poblaciones en la Argentina, Bolivia, Brasil y Paraguay.